# 景家堡站
景家堡站位于中华人民共和国陕西省西安市未央区武德路、环湖西路与秦汉大道交叉口，是西安地铁10号线的地铁车站。

## 车站结构
本站为地下二层岛式站台车站。
| 地面     | 出入口             | A-D出入口                           |  |  |
| 地下一层 | 站厅               | 客服中心、自动售票机、长安通自助机  |  |  |
| 地下二层 |                    | █ 10号线往昭慧广场（未央湖）        |  |  |
|          | 岛式站台，左侧开门 |                                     |  |  |
|          |                    | █ 10号线往井上村（西安工大·武德路） |  |  |

## 公共艺术
本站是10号线的标准站之一，将泾渭河“分明与融合”的形态具象化，四条飘带代表着线路连接的四个区域，并以流线型折片的表现形式与客流动线保持一致。

## 出入口
本站设有4个出入口。
|            |            |                                        |      |
| 编号       | 设施       | 指示                                   | 图片 |
| A          |            | 环湖西路（西）、秦汉大道（北）、芸辉路 |      |
| B          |            | 秦汉大道（南）、武德路（西）           |      |
| C          | 无障碍电梯 | 武德路（东）、秦汉大道（南）           |      |
| D          |            | 武德路（东）、秦汉大道（北）、芸辉路   |      |
| 无障碍电梯 |            |                                        |      |

## 历史
本站在建设时称作东风路站，第一次站名公示称之为未央湖南站，第二次公示与最终定名为景家堡站。
- 2024年9月26日，车站随10号线一期通车启用[6]。